# Gonçalo Bocas
Gonçalo Bocas es una freguesia portuguesa del concelho de Guarda, con 6,86 km² de superficie y 217 habitantes (2001). Su densidad de población es de 31,6 hab/km².